# Torbiel Bakera
Torbiel Bakera (zwana także cystą Bakera lub torbielą dołu podkolanowego, pot. woda w kolanie) – nagromadzenie płynu w dole podkolanowym wskutek obrzęku i nagromadzenia się płynu w kaletce mięśnia półbłoniastego lub też wskutek przedostania się ku tyłowi płynu stawowego ze stawu kolanowego wskutek uszkodzenia torebki stawowej stawu kolanowego. Nazwana od chirurga Williama Morranta Bakera.
Jest zwykle łatwo wyczuwalna w badaniu palpacyjnym, dla potwierdzenia diagnozy wykonuje się USG. Leczenie jest operacyjne.